# نیو مونیخ (مینه‌سوتا)
نیو مونیخ، مینه‌سوتا (به انگلیسی: New Munich, Minnesota) یک شهر در ایالات متحده آمریکا است که در شهرستان استیرنز، مینه‌سوتا واقع شده‌است.

## خصوصیات
نیو مونیخ ۱٫۳۷ کیلومترمربع مساحت و ۳۲۰ نفر جمعیت دارد و ۳۶۱ متر بالاتر از سطح دریا واقع شده‌است.